# Marina di San Nicola
Marina di San Nicola is een plaats (frazione) in de Italiaanse gemeente Ladispoli.